# Danh sách đĩa đơn quán quân năm 1944 (Mỹ)
Đây là danh sách đĩa đơn đứng đầu của Hoa Kỳ trong năm 1940, được xuất bản trong tạp chí âm nhạc Billboard. Trước khi bảng liệt kê Hot 100 được phát hành chính thức vào tháng 8/1958, bảng xếp hạng Billboard đưa ra các đánh giá khác nhau vào mỗi tuần. Năm 1940, có ba loại bảng xếp hạng:
1. Bán chạy nhất (Bestseller) - Bảng xếp hạng các đĩa đơn bán chạy nhất tại các đại lý bán lẻ, dựa trên thông tin cung cấp bởi các cửa hàng được khảo sát trên toàn Hoa Kỳ.
2. Phát trên làn sóng phát thanh (được các DJ sử dụng nhiều nhất) - Bảng xếp hạng các bài hát được phát thanh trên hầu hết các đài phát thanh Hoa Kỳ, dựa trên thông tin cung cấp bởi các DJ và các đài phát thanh.
3. Jukebox (được các máy phát nhạc tự động Jukebox mở nhiều nhất[1]) - Bảng xếp hạng các bài được chơi nhiều nhất bằng máy jukeboxe trên toàn nước Mỹ.

Dưới đây là các bài hát đứng đầu bảng xếp hạng Bán chạy nhất:
| Ngày phát hành | Bài hát                                         | Nghệ sĩ                             | Nguồn |
| -------------- | ----------------------------------------------- | ----------------------------------- | ----- |
| 1 tháng 1      | "Paper Doll"                                    | Mills Brothers                      |       |
| 8 tháng 1      | "Paper Doll"                                    | Mills Brothers                      |       |
| 15 tháng 1     | "Paper Doll"                                    | Mills Brothers                      |       |
| 22 tháng 1     | "Paper Doll"                                    | Mills Brothers                      |       |
| 29 tháng 1     | "My Heart Tells Me (Should I Believe My Heart)" | Glen Gray                           |       |
| 5 tháng 2      | "My Heart Tells Me (Should I Believe My Heart)" | Glen Gray                           |       |
| 12 tháng 2     | "My Heart Tells Me (Should I Believe My Heart)" | Glen Gray                           |       |
| 19 tháng 2     | "My Heart Tells Me (Should I Believe My Heart)" | Glen Gray                           |       |
| 26 tháng 2     | "My Heart Tells Me (Should I Believe My Heart)" | Glen Gray                           |       |
| 4 tháng 3      | "Bésame Mucho (Kiss Me Much)"                   | Jimmy Dorsey                        |       |
| 11 tháng 3     | "Bésame Mucho (Kiss Me Much)"                   | Jimmy Dorsey                        |       |
| 18 tháng 3     | "Bésame Mucho (Kiss Me Much)"                   | Jimmy Dorsey                        |       |
| 25 tháng 3     | "Bésame Mucho (Kiss Me Much)"                   | Jimmy Dorsey                        |       |
| 1 tháng 4      | "Bésame Mucho (Kiss Me Much)"                   | Jimmy Dorsey                        |       |
| 8 tháng 4      | "Bésame Mucho (Kiss Me Much)"                   | Jimmy Dorsey                        |       |
| 15 tháng 4     | "Bésame Mucho (Kiss Me Much)"                   | Jimmy Dorsey                        |       |
| 22 tháng 4     | "It's Love-Love-Love"                           | Guy Lombardo                        |       |
| 29 tháng 4     | "It's Love-Love-Love"                           | Guy Lombardo                        |       |
| 6 tháng 5      | "I Love You"                                    | Bing Crosby                         |       |
| 13 tháng 5     | "I Love You"                                    | Bing Crosby                         |       |
| 20 tháng 5     | "I Love You"                                    | Bing Crosby                         |       |
| 27 tháng 5     | "I Love You"                                    | Bing Crosby                         |       |
| 3 tháng 6      | "I Love You"                                    | Bing Crosby                         |       |
| 10 tháng 6     | "I'll Get By (As Long as I Have You)"           | Harry James                         |       |
| 17 tháng 6     | "I'll Get By (As Long as I Have You)"           | Harry James                         |       |
| 24 tháng 6     | "I'll Get By (As Long as I Have You)"           | Harry James                         |       |
| 1 tháng 7      | "I'll Be Seeing You"                            | Bing Crosby                         |       |
| 8 tháng 7      | "I'll Get By (As Long as I Have You)"           | Harry James                         |       |
| 15 tháng 7     | "I'll Be Seeing You"                            | Bing Crosby                         |       |
| 22 tháng 7     | "I'll Be Seeing You"                            | Bing Crosby                         |       |
| 29 tháng 7     | "I'll Be Seeing You"                            | Bing Crosby                         |       |
| 5 tháng 8      | "Swinging on a Star"                            | Bing Crosby                         |       |
| 12 tháng 8     | "Swinging on a Star"                            | Bing Crosby                         |       |
| 19 tháng 8     | "Swinging on a Star"                            | Bing Crosby                         |       |
| 26 tháng 8     | "Swinging on a Star"                            | Bing Crosby                         |       |
| 2 tháng 9      | "Swinging on a Star"                            | Bing Crosby                         |       |
| 9 tháng 9      | "Swinging on a Star"                            | Bing Crosby                         |       |
| 16 tháng 9     | "Swinging on a Star"                            | Bing Crosby                         |       |
| 23 tháng 9     | "Swinging on a Star"                            | Bing Crosby                         |       |
| 30 tháng 9     | "Swinging on a Star"                            | Bing Crosby                         |       |
| 7 tháng 10     | "You Always Hurt the One You Love"              | Mills Brothers                      |       |
| 14 tháng 10    | "I'll Walk Alone"                               | Dinah Shore                         |       |
| 21 tháng 10    | "You Always Hurt the One You Love"              | Mills Brothers                      |       |
| 28 tháng 10    | "You Always Hurt the One You Love"              | Mills Brothers                      |       |
| 4 tháng 11     | "I'll Walk Alone"                               | Dinah Shore                         |       |
| 11 tháng 11    | "I'll Walk Alone"                               | Dinah Shore                         |       |
| 18 tháng 11    | "I'll Walk Alone"                               | Dinah Shore                         |       |
| 25 tháng 11    | "You Always Hurt the One You Love"              | Mills Brothers                      |       |
| 2 tháng 12     | "You Always Hurt the One You Love"              | Mills Brothers                      |       |
| 9 tháng 12     | "I'm Making Believe"                            | The Ink Spots và Ella Fitzgerald    |       |
| 16 tháng 12    | "I'm Making Believe"                            | The Ink Spots and Ella Fitzgerald   |       |
| 23 tháng 12    | "Don't Fence Me In"                             | Bing Crosby and The Andrews Sisters |       |
| 30 tháng 12    | "Don't Fence Me In"                             | Bing Crosby and The Andrews Sisters |       |